# Moriscos (kommunhuvudort)
Moriscos är en kommunhuvudort i Spanien. Den ligger i provinsen Provincia de Salamanca och regionen Kastilien och Leon, i den centrala delen av landet, 170 km väster om huvudstaden Madrid. Moriscos ligger 844 meter över havet och antalet invånare är 119.
Terrängen runt Moriscos är huvudsakligen platt. Moriscos ligger uppe på en höjd. Runt Moriscos är det ganska glesbefolkat, med 34 invånare per kvadratkilometer. Närmaste större samhälle är Salamanca, 8,1 km sydväst om Moriscos. Trakten runt Moriscos består till största delen av jordbruksmark.